# Яковлев, Юрий Васильевич (художник)
Юрий Васильевич Яковлев (27 декабря 1945 года, Владивосток — 28 сентября 2008 года, Ижевск) — советский и российский художник-монументалист, скульптор, живописец.

## Биография
Родился 27 декабря 1945 года в городе Владивосток. Родительские корни из Новгородской губернии.
Закончил среднюю школу и в 1965 году поступил в Абрамцевское художественно-промышленное училище в г. Москва, которое закончил в 1969 году. По распределению был направлен в г. Магадан, где работал художником-конструктором. Проработав больше года в Магадане, уехал в г. Джамбул, Казахской ССР к родителям и устроился на работу в среднюю школу преподавателем черчения и рисования. Одновременно вел в промышленно-техническом училище группу студентов-альфрейщиков. В школе проработал в течение учебного года, уволился и поступил на завод, где работал художником-оформителем более двух лет. Затем совместно с товарищами организовал художественную мастерскую по изготовлению предметов наглядной агитации. Работали 2-3 человека и обслуживали 18 колхозов и совхозов Казахстана. В 1976 году поступил на работу в Джамбульский русский драматический театр художником-декоратором.
В 1977 году поехал в Москву на театральную биржу, где завербовался в город Бугульма Татарской АССР на работу художником-постановщиком в театр. Оформил около 12 спектаклей.
В 1981 году приехал в г. Ижевск и поступил на работу в Художественный фонд. На протяжении 15 лет выполнил около 20 объектов совместно со скульптором Павлом Медведевым. Среди них: «Орден Октябрьской революции», 5 фонтанов Ижевского радиозавода, оформление завода ячеистого бетона г. Ижевск, и завода Нефтемаш г. Ижевск, двенадцатиметровая стела и фонтан в центре города Камбарка.
В 1993 году вступил в Союз художников России как монументалист.
Участник международных (Франкфурт-на-Майне, Германия, Португалия, 1993 г.), Российских и республиканских выставок.
Женат, имеет троих детей, четырех внуков.